# Eine Laine
Eine Laine (13 de diciembre de 1892-5 de julio de 1970) fue una actriz, directora y letrista finlandesa.

## Biografía

### Inicios
Su nombre completo era Eine Lahja Laine, y nació en Helsinki, Finlandia, siendo sus padres Maria Paaso, posterior diputada del parlamento finlandés, y Filip Laine, un albañil. Tenía un hermano, Yrjö, y una hermana, Laina, ambos mayores que ella. Sus padres se separaron cuando Eine tenía trece años. Aunque permaneció con su madre, no perdió el contacto con  su padre. La dedicación a la política de su madre y el alcoholismo de su padre influyeron negativamente sobre ella, experimentando en su vida posterior aversión a la política y al alcohol.
Eine Laine se interesó por la música a edad temprana. A los 15 años actuó en una reunión de la Asociación de sobriedad Koito, y actuó en una pieza llamada Ensilempi. En esa época, además, intentó seguir estudios de interpretación, los cuales hubo de abandonar por motivos económicos. El teatro era un pasatiempo para ella, aunque llegó a actuar en el Teatro Koiton Näyttämö de Helsinki, y en el Kansan Näyttämö acompañó a su hermana Laina, con la cual cantó y actuó en repetidas ocasiones. Su hermano, que vivía en Kotka, le consiguió un trabajo en un teatro local, y de esa forma ella fue gradualmente centrándose en la profesión de actriz, aunque la compaginaba con el trabajo de oficina, una opción más segura desde el punto de vista económico.

### Carrera teatral
Laine empezó a actuar profesionalmente en el Työväen Teatteri de Oulu el 1 de enero de 1916. De Oulu pasó a actuar a Víborg, ciudad en la cual interpretó papeles como el principal de Elinan surma. En dicha ciudad le llegó una gran oportunidad con la obra de Oscar Strauss Valssiunelmia. Laine pasó después al Tampereen Teatteri, en Tampere, donde hizo primeros papeles en operetas y comedias, entre ellos el de Eliza en Pigmalión. 

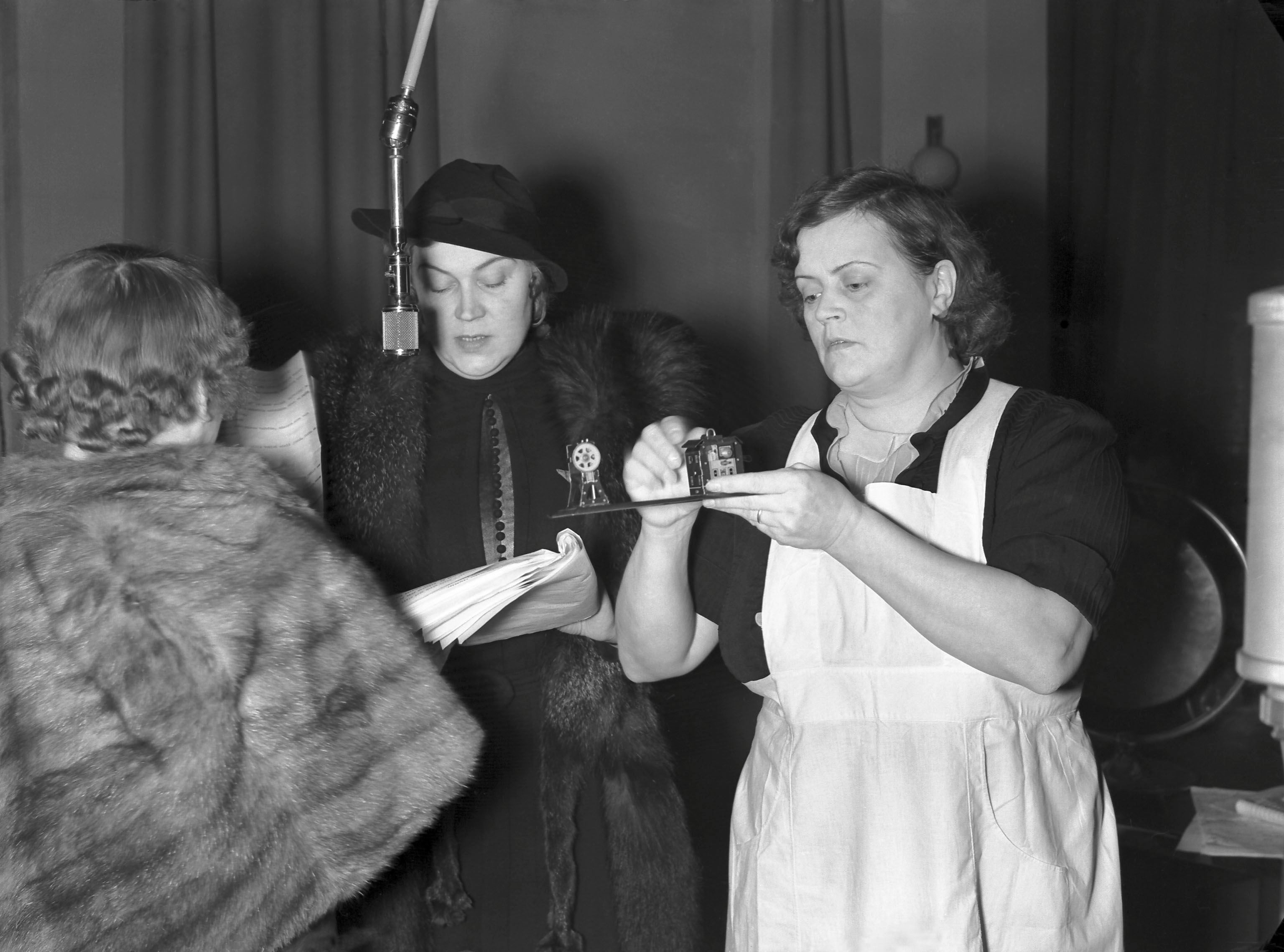
Laine (der.) y Elsa Rantalainen en los años 1930

Sin embargo, Eine Laine pasó gran parte de su carrera teatral en Helsinki, en el Kansan Näyttämöllä y en el Helsingin Kansanteatteri, donde fue actriz y directora durante más de tres décadas. Entre las obras en las que actuó figuran La viuda alegre (de Franz Lehár), Anna Liisa (de Minna Canth), Santa Juana (de George Bernard Shaw) y Kuka meistä on varas? (de Gustav Beer). En total trabajó 20 años en la opereta entre 1915 y 1935, trabando amistad con Mia Backman, directora del Kansan Näyttämön entre 1922 y 1934.
En la década de 1920 Sven Hildén y Laine formaron una incomparable pareja de actores, interpretando juntos decenas de operetas. Sin embargo, las representaciones y el vestuario utilizado en las mismas supusieron la ruina económica de la actriz, que hubo de actuar  en giras escénicas para recuperar sus pérdidas. A partir de 1928 Laine trabajó con su exmarido, Einar Rinne, en el Kansan Näyttämöllä, manteniendo ambos una buena relación.
Los teatros Kansan Näyttämö y Koiton Näyttämö se fusionaron en 1933 formando el Helsingin Kansanteatteri. Laine empezó gradualmente a aceptar labores como directora, representando operetas y piezas como Laulu tulipunaisesta kukasta (de Johannes Linnankoski) . Como actriz, participó en las obras Maria Stuart (de Friedrich Schiller) y Markiisitar (de Noël Coward). Además, para obtener más ingresos, Laine empezó a traducir obras teatrales suecas y alemanas al finlandés.
Laine llevó a cabo varios viajes de estudios fuera de su país: en 1923 viajó a Alemania; en 1925 a Alemania, Francia e Italia; en 1937 viajó a la Unión Soviética, y al siguiente año de nuevo a Francia.
En el año 1937 Laine dirigió para el Kansanteatteri la revista de Georg Malmstén Lennokki, que fue un éxito de público, y tuvo un total de 100 representaciones, llevando a escena versiones en Tampere, Turku y Víborg. Otras piezas dirigidas por Laine fueron Omatunto, Älkää surko, Huomenna on toisin, Vaimoni on pariisitar y Rouva Suorasuu. En su faceta de actriz, participó en la época en obras como El padre (de August Strindberg), El pato silvestre (de Henrik Ibsen), Santa Juana (de George Bernard Shaw) y Madame Sans-Gêne (de Victorien Sardou).
En 1939 Seere Salminen creó el personaje de Elviira Suulasvuo, el cual empezó a interpretar en la radio y en posteriores giras por el frente de guerra en los años de la Segunda Guerra Mundial. Elviira se hizo muy popular, y el público identificó al personaje con Laine antes de que sus monólogos aparecieran en libros.
Tras la guerra, y a pesar de sus problemas de salud, Laine continuó dirigiendo, llevando a escena, entre otras obras, Puut kuolevat pystyyn, Markiisitar y Jumalat hymyilevät. La actriz se despidió finalmente del teatro el 4 de abril de 1955.

### Carrera cinematográfica y televisiva
Para la pantalla grande Laine interpretó principalmente papeles de reparto. Inició su trayectoria en 1925 con la película muda Suvinen satu, llegando diez años después su primer papel de importancia en la cinta Kaikki rakastavat. Laine escribió la letra de una melodía de la película. Actriz habitual de la productora Suomi-Filmi en la siguiente década, en 1940 actuó en cinco producciones, siendo protagonista de una de ellas, la comedia Kyökin puolella. En 1942 fue la profesora Karin Timelius en Neljä naista. En el clásico de Valentin Vaala Linnaisten vihreä kamari fue la consejera Winterlo. En esa cinta y en Morsian yllättää (1941) actuó con Reino Valkama.
Laine participó en las emisiones de la serie radiofónica Suomisen perhe desde sus inicios en 1938 hasta, encarnando más adelante la actriz a la abuela Sofia en cuatro de las seis películas rodadas sobre la serie. Se da la circunstancia de que su esposo, Yrjö Tuominen, mayor que ella, interpretaba a su hijo. La última película de Laine, rodada en 1959, fue de la serie Suomisen.
En la década siguiente trabajó en televisión, como directora y como actriz, para las series Tuttavamme Tarkat y Me Tammelat.

### Carrera como letrista
Laine fue autora de la letra de varias recordadas canciones de estilo schlager. Cantó temas para el sello musical Musiikki-Fazer con el pseudónimo de Ela, utilizando otro pseudónimo, A. Puhto, como letrista. Sus canciones eran a menudo compuestas por Harry Bergström y George de Godzinsky. Se grabaron un total de un centenar de canciones con letras de Laine, siendo las mismas interpretadas por artistas como Arvi Tikkala, Olavi Virta, Metro-tytöt, Harmony Sisters y Tauno Palo.
Laine también cantó varias canciones para el cine, aunque no se grabaron en disco. Entre las mismas figuran ”Tyttöni pienoinen” y ”Öitteni haave” en la película Kyökin puolella, ”Bulu Bulu Bulu” en Vaimoke, y ”Miehet varokaa” en Poikani pääkonsuli. 

### Vida privada
Por su trayectoria artística, en el año 1947 Laine fue premiada con la Medalla Pro Finlandia. En el año 1967 la actriz editó un libro de memorias, Pitkä päivä paistetta ja pilviä.
Eine Laine se casó dos veces. En octubre de 1919 quedó embarazada, casándose después con el padre, Einar Rinne. Su hija, Eila Rinne, nació el 18 de junio de 1920. 
Más adelante Laine inició una relación sentimental con su colega Yrjö Tuominen, decidiendo mudarse a Helsinki cuando volvió a quedarse embarazada. Tras divorciarse, Laine se casó con Tuominen en 1921, naciendo posteriormente su hija Terttu.
En 1933 se divorciaron Laine y Tuominen, falleciendo su exmarido Rinne ese mismo año. Tuominen falleció inesperadamente en octubre de 1946. 
Eine Laine falleció en Helsinki en el año 1970.

### Canciones (selección)
- Ah, ethän tiedä (de Harry Bergström)
- Eron kyyneleet (de Maurice Ribot)
- Ethän minua unhoita (de Harry Bergström)
- Iloinen merimies (de Lasse Dahlqvist)
- Juhannusvalssi (de Allan Dalander)
- Kerro rakkaudesta (de Jean Bernard D. Neuburger)
- Kun kuulen tuon (de Harry Bergström)
- Milloin luottaa voin sinuun (de Eugen Malmstén)
- Missä yösi vietitkään (de Robert Wilhelm von Essen)
- Muistojen sävel (de Harry Bergström)
- Napolilainen katulaulaja (de Gerhard Winkler)
- Niin monta iltaa (de George de Godzinsky)
- No no (de Harry Bergström)
- Oli - oli - oli (de Harry Bergström)
- Pilven päällä taivaan alla (de George de Godzinsky)
- Riippakoivun alla (de Matti Rajula)
- Seitsemän tuntia onnehen (de Harry Bergström)
- Shampanjakuhertelua (de Georg Malmstén)
- Sulle salaisuuden kertoa mä voisin (de George de Godzinsky)
- Suven leikkeihin (de Harry Bergström)
- Tango Venezia (de George de Godzinsky)
- Tosca (de Michail Obytschaiko)
- Tule aamu (de Harry Bergström)
- Vaimoke (de Harry Bergström)

## Filmografía
- 1925 : Suvinen satu
- 1927 : Muurmanin pakolaiset
- 1934 : Minä ja ministeri
- 1935 : Kaikki rakastavat
- 1936 : Kaikenlaisia vieraita
- 1938 : Syyllisiäkö?
- 1938 : Olenko minä tullut haaremiin
- 1938 : Markan tähden
- 1940 : Poikani pääkonsuli
- 1940 : Lapseni on minun
- 1940 : Kyökin puolella
- 1940 : Kersantilleko Emma nauroi?
- 1940 : Herra johtajan "harha-askel"
- 1941 : Suomisen perhe
- 1941 : Poretta eli Keisarin uudet pisteet
- 1941 : Morsian yllättää
- 1942 : Synnin puumerkki
- 1942 : Neljä naista
- 1942 : Kuollut mies rakastuu
- 1942 : Hopeakihlajaiset
- 1943 : Suomisen taiteilijat
- 1943 : Neiti Tuittupää
- 1943 : Kirkastettu sydän
- 1944 : Suomisen Olli rakastuu
- 1944 : Kuollut mies vihastuu
- 1944 : Kartanon naiset
- 1944 : Herra ja ylhäisyys
- 1945 : Valkoisen neilikan velho
- 1945 : Linnaisten vihreä kamari
- 1945 : Kolmastoista koputus
- 1948 : Sankari kuin sankari
- 1948 : Kilroy sen teki
- 1950 : Maija löytää sävelen
- 1951 : Vihaan sinua – rakas
- 1952 : Salakuljettajan laulu
- 1953 : Siltalan pehtoori
- 1959 : Taas tapaamme Suomisen perheen